# National Football League 1934
La stagione NFL 1934 fu la 15ª stagione sportiva della National Football League, la massima lega professionistica statunitense di football americano. La stagione iniziò il 9 settembre 1934 e si concluse con la finale del campionato, divenuta celebre col nome di Sneakers Game quell'anno, che si disputò il 9 dicembre al Polo Grounds di New York e che vide la vittoria dei New York Giants sui Chicago Bears per 30 a 13.
Prima dell'inizio della stagione i Portsmouth Spartans si trasferirono a Detroit assumendo il nome di Detroit Lions. I Cincinnati Reds, dopo aver perso le prime otto partite di campionato, furono sospesi dalla lega per non aver pagato i diritti legali, le rimanenti partite che avrebbero dovuto disputare i Reds vennero giocate dalla squadra indipendente dei Saint Louis Gunners.

## Modifiche alle regole
- Venne deciso che un handoff, anche se effettuato in avanti purché dietro la linea di scrimmage, se perso sarebbe stato considerato alla stregua di un fumble.

## Stagione regolare
La stagione regolare si svolse in 13 giornate, iniziò il 9 settembre e terminò il 2 dicembre 1934.

### Risultati della stagione regolare
- V = Vittorie, S = Sconfitte, P = Pareggi, PCT = Percentuale di vittorie, PF = Punti Fatti, PS = Punti Subiti
- Nota: nelle stagioni precedenti al 1972 i pareggi non venivano conteggiati nel calcolo della percentuale di vittorie.

| Eastern Division    |   |    |   |     |     |     |
| Squadra             | V | S  | P | PCT | PF  | PS  |
| New York Giants     | 8 | 5  | 0 | 615 | 147 | 107 |
| Boston Redskins     | 6 | 6  | 0 | 500 | 107 | 94  |
| Brooklyn Dodgers    | 4 | 7  | 0 | 364 | 61  | 153 |
| Philadelphia Eagles | 4 | 7  | 0 | 364 | 127 | 85  |
| Pittsburgh Pirates  | 2 | 10 | 0 | 167 | 51  | 206 |

| Western Division    |    |   |   |      |     |     |
| Squadra             | V  | S | P | PCT  | PF  | PS  |
| Chicago Bears       | 13 | 0 | 0 | 1000 | 286 | 86  |
| Detroit Lions       | 10 | 3 | 0 | 769  | 238 | 59  |
| Green Bay Packers   | 7  | 6 | 0 | 538  | 156 | 112 |
| Chicago Cardinals   | 5  | 6 | 0 | 455  | 80  | 84  |
| Saint Louis Gunners | 1  | 2 | 0 | 333  | 27  | 61  |
| Cincinnati Reds     | 0  | 8 | 0 | 0    | 10  | 243 |

## La finale
La finale del campionato si disputò il 9 dicembre al Polo Grounds di New York e che vide la vittoria dei New York Giants sui Chicago Bears per 30 a 13.

## Vincitore
| Vincitori del Campionato NFL 1934 150px New York Giants 2º titolo |